# Strażnica KOP „Buzuny”

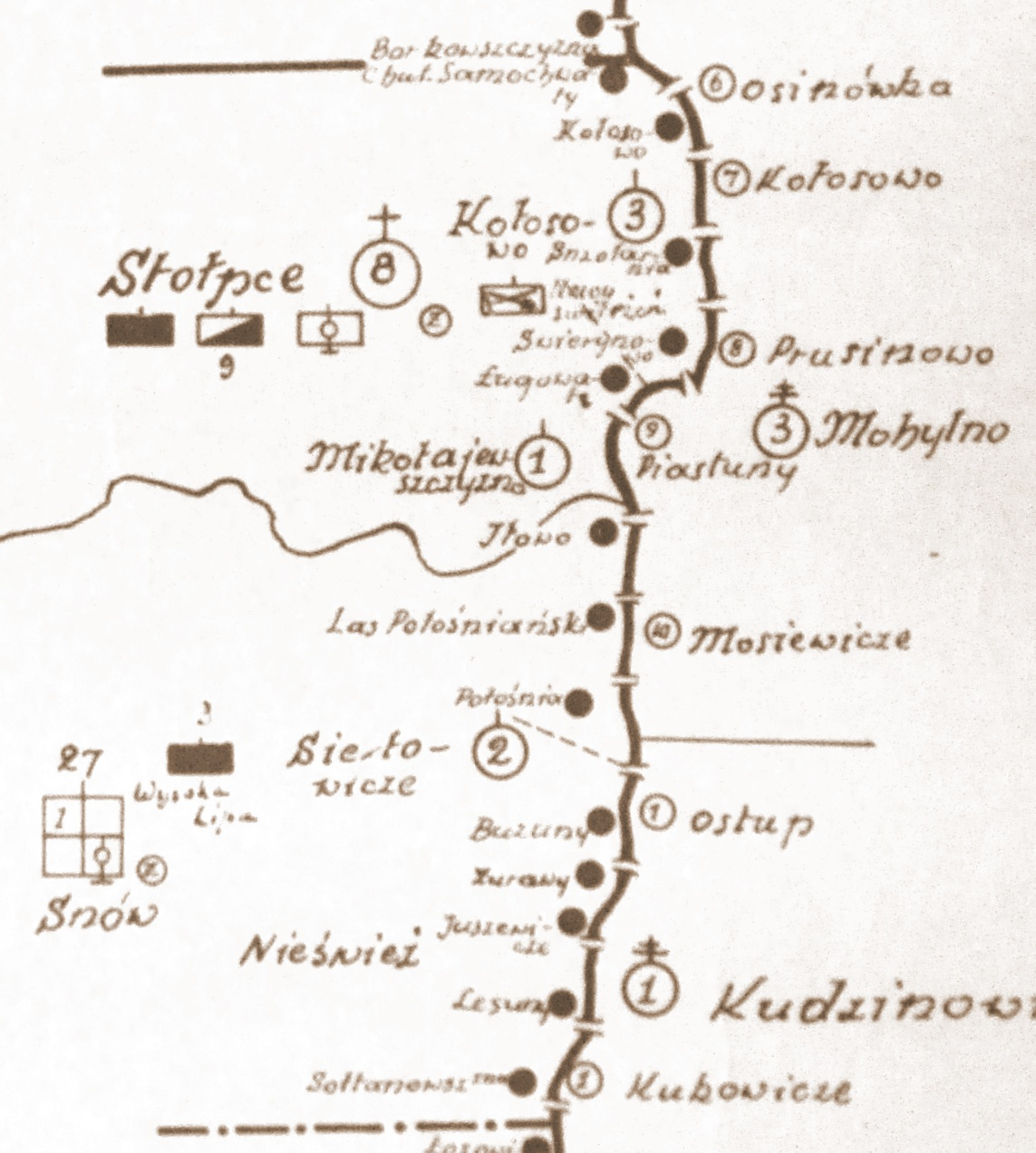
Szkic rozmieszczenia batalionu KOP „Stołpce” w 1931

Strażnica KOP „Buzuny” – zasadnicza jednostka organizacyjna Korpusu Ochrony Pogranicza pełniąca służbę ochronną na granicy polsko-sowieckiej.

## Formowanie i zmiany organizacyjne
W 1924, w składzie 2 Brygady Ochrony Pogranicza, został sformowany 8 batalion graniczny. W 1928 w skład batalionu wchodziło 13 strażnic. Strażnica KOP „Buzuny” w latach 1928 – 1939 znajdowała się w strukturze 2 kompanii KOP „Siejłowicze”  batalionu KOP „Stołpce”. Strażnica liczyła około 18 żołnierzy i rozmieszczona była przy linii granicznej z zadaniem bezpośredniej ochrony granicy państwowej.
W 1932 obsada strażnicy zakwaterowana była w budynku KOP. Strażnicę z macierzystą kompanią łączyła droga polna długości 6 km.

## Służba graniczna
Podstawową jednostką taktyczną Korpusu Ochrony Pogranicza przeznaczoną do pełnienia służby ochronnej był batalion graniczny. Odcinek batalionu dzielił się na pododcinki kompanii, a te z kolei na pododcinki strażnic, które były „zasadniczymi jednostkami pełniącymi służbę ochronną”, w sile półplutonu. Służba ochronna pełniona była systemem zmiennym, polegającym na stałym patrolowaniu strefy nadgranicznej, wystawianiu posterunków alarmowych, obserwacyjnych i kontrolnych stałych, patrolowaniu i organizowaniu zasadzek w miejscach rozpoznanych jako niebezpieczne, kontrolowaniu dokumentów i zatrzymywaniu osób podejrzanych, a także utrzymywaniu ścisłej łączności między oddziałami i władzami administracyjnymi. Strażnice KOP stanowiły pierwszy rzut ugrupowania kordonowego Korpusu Ochrony Pogranicza.
Strażnica KOP „Buzuny” w 1932 ochraniała pododcinek granicy państwowej szerokości 4 kilometrów 693 metrów od słupa granicznego nr 831 do 840, a w 1938 pododcinek szerokości 7 kilometrów 420 metrów od słupa granicznego nr 830 do 846.
Sąsiednie strażnice
- strażnica KOP „Folwark Truss” ⇔ strażnica KOP „Żurawy” - 1928[2]
- strażnica KOP „Połośnia” ⇔ strażnica KOP „Cegielnia I” – 1929[3]
- strażnica KOP „Połośnia” ⇔ strażnica KOP „Żurawy” - 1931[4] , 1932[5], 1934[6]
- strażnica KOP „Połośnia” ⇔ strażnica KOP „Juszewicze” - 1938[7]